# Klucze
Klucze è un comune rurale polacco del distretto di Olkusz, nel voivodato della Piccola Polonia.
Ricopre una superficie di 119,3 km² e nel 2007 contava 14 856 abitanti.